# 幻奏戦記RuLiLuRa
『幻奏戦記Ru/Li/Lu/Ra』（げんそうせんきルリルラ）は、『ゲームぎゃざ』で2002年1月号から2003年3月号まで隔月で6回に渡り連載された読者参加企画。並びに、読者参加企画を原作とするラジオ番組、オンラインゲーム、漫画及びテーブルトークRPG。
メインビジュアルは小笠原智史、システムは和栗あきら、世界設定はORGとゲームぎゃざ編集部が設定している。

## 概要
『アーカイア』と呼ばれる世界を舞台とした異世界ファンタジー。この世界の住民は『奇声蟲（ノイズ）』と呼ばれる怪物に脅かされており、その駆逐のため、『黄金の歌姫』と呼ばれる存在が現世世界（地球）より『機奏英雄（コンダクター）』と呼ばれる存在を召喚するところから始まる。この時に召喚された機奏英雄がプレイヤーキャラクターとなる。機奏英雄はアーカイアで『絶対奏甲（アブソリュート・フォノ・クラスタ）』と呼ばれるロボットを操作できる存在であり、己の半身となる『歌姫（メイデン）』と共に『英雄戦争』と呼ばれる戦いに身を投じることになる。

## 設定

### 各種用語
アーカイア
物語の舞台となる世界。物語の主役となる機奏英雄から見ると『異世界』に該当する。この世界には単性（女性）しか存在しない。
現世
機奏英雄が住まう世界（地球）のこと。ここに住まう人々を、アーカイア人は『現世人』と呼ぶ。技術レベルはアーカイアよりも遥かに高い。
機奏英雄（コンダクター）
現世よりアーカイアに召喚された英雄を機奏英雄という。機奏英雄には必ず、“運命の相手”ともいうべき歌姫がひとり、世界に存在しており、彼らはお互いに引き寄せられると言われている（これを“宿縁（フェイト）”という）。現世より召喚される機奏英雄はほとんどが男性であるが、ごく稀に女性が召喚されることもある。召喚対象は国籍・人種・年齢や職業などは問わず完全にランダムである。また、召喚対象には「召喚に応じるか否か」という決定権・拒否権はなく強制的に召喚されるため、「勝手な都合で異世界に呼び出された」と感じている英雄も少なくない。
歌姫（メイデン）
歌術を操り、幻糸を織るアーカイアの女性。元来は全てのアーカイア人が歌姫というわけではなく、厳しい試験を通過した者のみに与えられる資格であったが、奇声蟲の襲来により、大多数のアーカイア人に歌姫の称号が与えられた。なお、全ての歌姫はポザネオ最高評議会に所属することになっている。首に「声帯」と呼ばれるチョーカーが付けられており、このチョーカーの色で、歌姫の位が分かるようになっている。
絶対奏甲（アブソリュート・フォノ・クラスタ）
大気中の幻糸をパワーに変換して駆動する巨大兵器。黄金の工房によって生産される。
奇声蟲（ノイズ）
200年前、突如出現した巨大な蜘蛛型の生物。人間を捕獲し、胎内に卵を植え付けることで種の存続を図る。捕獲対象はアーカイア人のみであり、現世人は女性であっても卵を植えつけられることはない。卵は1週間ほどで孵化し、人間の腹を食い破る。当然、腹を食い破られた人間は死んでしまう。治療法は存在せず、卵を植えつけられた人間は死を待つのみである。奇声蟲の卵を植えつけられた歌姫はほとんどの場合自害するが、まれに最後まで生き延びようとする歌姫もいる。逃げ延びた歌姫が村で奇声蟲を産み出してしまい、結果、村が壊滅した例も存在する。
幻糸（アーク）
アーカイアの大気中に存在する不可視の『糸』。この幻糸を操ることにより、歌術を行使できたり、絶対奏甲を作動させることができる。アーカイア人や女性の現世人には無害な物質であるが、男性の現世人には有害で、取り込みすぎると蟲化が始まってしまう。
歌術
幻糸を織り成すことによって、様々な奇跡を起こす術。魔法と言っても過言ではない。アーカイア人が単に『歌』と言う場合は、歌術を指すことが多い。歌術を行使できるのは歌姫のみであり、現世人や歌姫の資格のないアーカイア人には行使できない。
蟲化
男性の現世人のみが発病する。女性の現世人やアーカイア人は発病しない。幻糸を体内に取り込むことにより発症し、最終的には奇声蟲になってしまう。発症した現世人は徐々に外見に変化が現れるので、発症を確認するのは容易である。治療法は「幻糸に触れないこと」しかない。思考なども徐々に奇声蟲に近づいていくが、発症してからしばらくは自意識を保つことができる。しかし、やがては人を襲いだすことに変わりはないため、発症に気付いた段階で英雄が自害したり、施設に隔離されたり、他人に殺される又は殺してもらうことが多い。外見上の変化は様々で、完全に奇声蟲の姿になってしまうもの、顔や胴体の一部などに人間の名残が残るもの、完全に人型を保ったまま奇声蟲となるパターンもある。また、奇声蟲になってしまった英雄が絶対奏甲を操縦する例も確認されている。
歌姫大戦
200年前に、アーカイアに突如現れた奇声蟲と、アーカイアとの間で行なわれた戦争。アーカイア軍は奇声蟲に押されていったので、黄金の歌姫は『召喚の儀』を行い機奏英雄をアーカイアに召喚した。また、この戦いで初めて絶対奏甲が開発され、戦時投入された。奇声蟲は英雄たちの活躍によって駆逐された。その後、英雄たちは黄金の歌姫の手によって現世へと帰っていったと言われているが……
英雄大戦
月奏暦652年・紫月の日の奇声蟲の襲撃から、白銀の歌姫の反乱が起きた白月の日にかけて、約1年間の間に行なわれた戦争。奇声蟲の駆逐のため、黄金の歌姫の『召喚の儀』によって英雄が召喚されたが、後に白銀の歌姫が反乱を起こしたため、奇声蟲の退治から英雄対英雄の内乱へと発展した。アーカイアの大気中に含まれている幻糸が機奏英雄（男性のみ）には有毒（取り込みすぎると奇声蟲になってしまう）であることが、この戦争をさらに泥沼化する結果になってしまった。最終的には、黄金の歌姫の“ノクターンの儀式”によって大気中の幻糸が失われ、戦争は終結した。

### 主な勢力

#### 英雄大戦初期の勢力
ポザネオ最高評議会
歌姫を総括する組織。ポザネオ島に本拠を置く。指導者は黄金の歌姫だが、運営は黄金の歌姫を補佐する十二賢者が行っている。
トロンメル
アーカイア最大の領土を持つ大国。統治者は女王ゼロッテ。王都はエタファ。礼節の国として知られ、広く人々は礼儀正しく親切である。隣接するヴァッサァマインに対しては「歌を使って楽をしている、怠けている」という感情を抱いているため、両国間の関係は悪い。だが、本格的な軍事衝突まで発展したことはない。
シュピルドーゼ
トロンメルに次ぐ領土を持つ大国。統治者は女王デュミナス。王都はシュピルディム。アーカイア随一の軍事大国で、国民皆兵である他、国力の大半を軍事力に割り当てている。石や金属の豊富な鉱脈を持っており、それらの加工技術にも優れている産業国でもある。
ヴァッサァマイン
アーカイア北方の国。統治者は女王キサラ・キサラ。王都はフェアマイン。歌術国家であり、歌を使った道具や技術、学問が発達している。また、国民には義務教育として歌術を学ぶことを課せられている。地域としては乾燥地帯であり、極端に水が不足する。そのため、隣国のファゴッツから水を輸入することもある。
なお、統治者はキサラ・キサラだが、実権は白銀の歌姫フォルミカが握っている。国民の間でもフォルミカの人気は絶大であり、広く支持されている。実務はキサラ・キラサが執行するが、こちらも判断のほとんどを白銀の歌姫に仰いでから執行される。
ファゴッツ
トロンメルとヴァッサァマインの間に位置する国。統治者は女王リーチェオ。王都はファゴッツランド。「商人の国」として知られており、その名の通り商業が盛んである。領土の大半が砂漠であるが、地下水脈が豊富であるため、水に困ることがない。
商人ギルドとしては「ベーゼン商会」が有名で、アーカイア各地に影響力を持っている。
ハルフェア
アーカイアの辺境に位置する国家。統治者は女王ソルジェリッタ。王都はルリルラ。農業が盛んな国である。温泉が沸く観光地でもあり、各地から旅人が訪れる。そのため、他国の人々からはリゾート地としての印象が強い。

#### 英雄大戦中期に台頭した勢力
現世騎士団
機奏英雄コーダ・ビャクライが率いる勢力。ファゴッツ領ガイスト・シュロスを拠点とする。親評議会勢力だが、「アーカイアに自分たちの国を建国しようとしている」という噂もある。現世技術を取り入れた絶対奏甲や、歌姫のみ感染するウィルスなどを保有する。
自由民
歌姫セリアメンテが率いる、アーカイア人を中心とした勢力。ヴァッサァマイン・クリスタルバルト方面で活動する。機奏英雄たちを「災いの種」として敵視しており、機奏英雄をアーカイア世界から追放することを目的とする。また、奇声蟲や英雄から逃れてきたアーカイア人難民の保護も行っており、自分たちの考えに共感する機奏英雄も受け入れている。
白銀の暁
白銀の歌姫フォルミカが率いる反乱勢力。ヴァッサァマイン王都フェアマインを拠点とする。評議会が隠蔽した『事実』を暴露し、英雄保護と蟲化の治療法確立の名目のもと、アーカイアに反旗を翻した。
無色なる工房（黄金の工房）
赤銅の歌姫が管理する、最高評議会管轄の生産部門。絶対奏甲を開発・生産できるのはここだけであり、その技術は門外不出とされる。工房に勤める職人は世襲制で、ポザネオから出ることを許されていない。
大戦中期では評議会から離反し独立勢力となった。

#### 英雄大戦末期に台頭した勢力
ノクターン
評議会から追放された黄金の歌姫が率いる勢力。幻糸消滅の儀式“ノクターン”を行い、英雄を救済するという名目のもとに旗揚げした。

### 絶対奏甲

#### 読者参加企画に登場した絶対奏甲
ミリアルデ・ブリッツ Milliarde Blitz
ハルフェア王家に保管されている華燭型の絶対奏甲。ストーリーパートの主人公機で、御空ひびきが搭乗した。骨格部に純度の高い幻糸鉄鋼（アークメタル）が使用されているため、状況に合わせて多くのオプションパーツを装備できる。
機体の意味は『十億の稲妻』。
ブリッツ・ノイエ Blitz Neue
ハルフェア王家に保管されている華燭型の絶対奏甲。音羽響が搭乗する。
機体の意味は『新しき稲妻』。
フォイアロート・シュヴァルベ Feuerrot Schwalbe
黄金の工房が作り出した初の飛行型絶対奏甲。機動力は高いが、操作性や爆撃精度に問題を残している。
機体の意味は『炎色の燕』。
プルプァ・ケーファ Purpur Käfer
突撃式の絶対奏甲。歌姫のサポートがなくてもある程度は行動できる。そのため、歌術の運用には適さない機体になっている。
機体の意味は『紫の甲虫』。
シャルラッハロート Scharlachrot
200年前の歌姫大戦に製造された奏甲をオーバーホールしたもので、アーカイアでは最もポピュラーな機体。性能は全ての点で平均的。
機体の意味は『緋色』。
シャルラッハロートⅡ Scharlachrot II
シャルラッハロートを黄金の工房の最新技術で改良しなおしたもの。大型の兵器や長射程の武器を装備できるようにしている他、歌姫との協調を取りやすくしている。
リーゼ・ミルヒヴァイス Riese Milchweiß
シュピルドーゼが黄金の工房に委託して生産させた大型の絶対奏甲。火力と近接攻撃力、出力で奇声蟲を圧倒することをコンセプトにした奏甲。装甲は厚いが、炉の安定性にやや難がある。
機体の意味は『乳白色の巨人』。
フォイアロート Feuerrot
200年前の歌姫大戦に開発された奏甲。砂漠や山岳での行動を想定している機体。生産数は少ない。
機体の意味は『炎色』。
ヘルテンツァー Hell Tänzer
ヴァッサァマインが開発した奏甲。歌術の運用に長けたペアのために特別に製造された。装甲は薄いが、歌術の増幅を図るために幻糸の精度と炉の転換精度はかなり高くなっている。大戦中期には、奇声蟲の奇声対策が施された。
機体の意味は『明るい踊り手』。
シャルラッハロートⅢ Scharlachrot III
シャルラッハロートⅡの設計思想を引き継ぎ、さらに性能を向上させた機体。蟲の奇声を抑える『NRSⅡ』（ノイズ・リダクション・システム）が搭載されている。また、『ダビング・システム』が搭載されており、歌姫が力尽きても、しばらくの間であれば活動できる。
マリーエングランツ Marien Glanz
華燭型の絶対奏甲。200年前に開発された機体だが、性能が極めて高いため、現在でも使用されている。主にトロンメルの貴族やシュピルドーゼの将軍が運用している。高い幻糸精度を誇り、MAX起動時には自ら発光する。
機体の意味は『太陽の輝き』。
キューレヘルト Kuehle Held
自由民勢力が開発した突撃式絶対奏甲。ただし、歌姫なしでの稼動にこだわったケーファ・シリーズとは設計思想が全く異なる。ケーファ・シリーズは歌姫の排除を考慮しているのに対し、この機体は歌姫を強制的に機体に拘束して運用する。そのため歌姫にかかる負担がかなり大きく、テスト段階では歌姫が廃人になるケースもあったという。歌姫と歌姫のペアで起動できる唯一の奏甲。
機体の意味は『冷たい英雄』。
ブラオヴァッサァ Blau Wasser
水陸戦仕様の局地戦専用奏甲。従来の絶対奏甲でも水中での作戦行動は可能だが、この機体は水中において、より高性能を引き出せるように調整してある。
機体の意味は『青い水』。
グラオグランツ Grau Glanz
黄金の工房が独自に開発した新型の量産機。多彩な装備を運用できるのが特徴で、現世技術を用いた新型兵装の運用も視野に入れている。従来機より偵察能力がかなり強化されており、限定的ながらも隠密行動能力も有する。
機体の意味は『灰色の輝き』。
ビリオーン・ブリッツ Billion Blitz
ミリアルデ・ブリッツを研究し、工房が作り上げた奏甲。通常の絶対奏甲を遥かに超えるスペックを有するが、息の合ったエース級ペアでないと運用すらおぼつかない。少数生産機で、ペアの共鳴を補助する『エコー・システム』など、ミリアルデ・ブリッツにない機能も搭載している。
機体の意味は『一兆の稲妻』。
ハルニッシュヴルム Harnisch Wurm
フォイアロート・シュヴァルベを改良し、空撃能力をより強化した奏甲。シュヴァルベの最大の欠点は命中精度であったが、この機体はその欠点を克服しており、高速でフライパスしながらの対地対空攻撃が可能になっている。元来は飛行する奇声蟲対策のために開発された機体であったが、戦況の一変により、対奏甲に投入されることになった。
機体の意味は『甲冑の虫』。
ハイリガー・トリニテート Heiliger Trinitat
200年前に開発された機体。現在は生産されておらず、遺跡などで少数が発掘されるのみである。この機体の最大の特徴は、機体に歌姫を搭乗させることができることである。歌姫とのリンクをロスなく行うことができるため、かなりの性能を発揮する。
機体の意味は『聖なる三位一体』。
ローザリッタァ Rose Ritter
自由民勢力が開発した機体で、歌術運用性能を完全に無視した突撃式絶対奏甲。基本的には女性向けの機体。歌術や奇声の影響を受けにくい。運用にはいまだに歌姫が必要だが、負担が高く、暴走時にはサポート役の歌姫が廃人になることがあると言われている。
機体の意味は『薔薇の騎士』。
メンシュハイト・ノイ Menschheit Neu
現世騎士団が開発した機体。工房の技術を盗み、機奏英雄の技術者の手によって開発されたと言われている。特殊な機関の搭載により、歌姫がいなくても完璧に稼動できる。また、捕獲した蟲の生体実験の結果、専用の装備を搭載することで奇声を発することができるようになっている。このため、歌姫と共に運用することが出来ず、幻糸も装甲に利用することができなくなっているため、防御力は極めて低い。
機体の意味は『新人類』。
リーゼ・リミット Riese Limit
リーゼ・ミルヒヴァイスの後継機。装備の拡充や歌術運用能力が向上している。
機体の意味は『巨人の限界』。
カルミィーンロート Karminrot
トロンメルの依頼で工房が作成した新型機。貴族や将軍、エース用の華燭奏甲。「トロンメルの誇りを体現したような機体を」という依頼のため、幻糸を贅沢に使用している。あらゆるレンジに対応可能になっているのが特徴。
機体の意味は『深紅色』。
ヘルテンツァー・リミット Hell Tänzer Limit
危機に陥っているヴァッサァマインがヘルテンツァーの後継機として繰り出してきた機体。魔術機とも呼ばれ、歌術と併用することで限定的な飛行・浮遊能力を有する。
機体の意味は『明るい踊り手の限界』。
シャルラッハロートⅣ Scharlachrot IV
大戦末期にポザネオ評議会が独自に開発した機体。この時点では工房は評議会から離反しているため、完全に評議会が持つ技術のみで製作された。ノウハウの欠如から「重い」機体になっているが、汎用機としては幻糸を贅沢に使用しているため、装甲はやや強化されている。
シャッテンファルベ Schatten Farbe
現世人のアイデアを基に設計された新型奏甲。偵察や奇襲を主とする。射撃や防御力はいまいちだが、接近戦では無類の強さを誇る。
機体の意味は『影の色』。
ネーベル・レーゲンボーゲン Nebel Regenbogen
歌術の運用に特化した機体。肩に付けられた水晶の共鳴により、歌術などの威力を大幅にアップさせることが出来る。歌術特化型の機体なので、接近戦には極めて弱い。
機体の意味は『霧の虹』。
ブリッツ・リミット Blitz Limit
ビリオーン・ブリッツの改良機。『最終決戦機』とも呼ばれる。リミッターが外されており、いざという時には歌姫を犠牲にしてMAX性能を引き出せるようになっている。
機体の意味は『稲妻の限界』。
ナハトリッタァ Nacht Ritter
夜襲専用の小型奏甲。乗り手のチューンや歌姫の属性に関わらず、安定した性能を発揮できるように設計されている。夜間隠蔽・行動能力(暗視能力など)は極めて高い。
機体の意味は『夜の騎士』。
ゼーレンヴァンデルング Seelenwanderung
接近戦タイプの奏甲に重火力を装備した追加装甲を乗せて戦闘力を強化した機体。追加装甲部分には歌姫を搭乗可能で、歌術強化機能も備わっている。また、必要に応じて、追加装甲を強制排除することで歌姫を逃したり、火力兵装を排除して格闘戦専用機として運用することができる。
機体の意味は『輪廻転生』。
カノーネ・オルケスタァ Kanone Orchester
制空権確保を目指した異色機で、重火力の大型の飛行奏甲。ハルニッシュヴルムなどの対地攻撃奏甲を駆逐し、同時に浮かぶ砲台として、地上の重奏甲を撃破するべくデザインされている。行動時間が短く、飛行型としてはやや鈍重なのが欠点。
機体の意味は『大砲の管弦楽団』。

#### オンライン版に登場した絶対奏甲
フォイアロート・シュヴァルベbis. Feuerrot Schwalbe bis.
エースの要請で、対奏甲空戦を考慮した奏甲として投入されたシュヴァルベの改良機。戦闘力はシャルラッハロートⅣに肩を並べるが、飛行能力維持のために装甲厚は若干見劣りする。
ゼーレンヴァンデルング・ヴィルトクリーガー Seelenwanderung Wildkrieger
ゼーレンヴァンデルングを、ギネスという英雄の要請で改造した機体の生産タイプ。増加装甲に近接武器が増強されているほかは、元の機体との差は小さい。

#### コミック版に登場した絶対奏甲
イクス・アーベント X Arvend
黄金の歌姫とその半身のために作られたという伝説の絶対奏甲。ポザネオ最高評議会が保有しており、黄金の歌姫の英雄として召喚されたタキに与えられた。主武装は左右の腰にマウントされている2振りの剣。背面にはバックパックユニットである『ドラッヘン・フリューゲル』を搭載しているため、飛行能力も持つ。このバックパックは二連火球砲としても使用できる。
機体の意味は『未知なる晩』。
イクス・アーベント・ノイエ X Arvend Neue
シュピルドーゼ軍バサラの駆るフォイアロート･シュヴァルベとの戦闘により大破したイクス･アーベントを回収し、ポザネオ島にある奏甲開発の本拠「黄金の工房」にて、奏甲技師クックらの手により独自の改良を施された機体。
元来「失われた技術」により造られたイクス･アーベントは、現在の奏甲と比べて幻糸炉がや内部フレーム等の構造が大きく異なるため、修復には非常に高度な技術が必要とされる。今回の改良では、特に破損の大きかった頭部など、外装パーツの形状が大きく変更されたほか、武装に関してもいくつかの強化が図られている。改良前と機体色が異なるのは、過去と現在の幻糸鉄鋼精錬技法の違いによるものと思われる。額にはめ込まれた最高純度の幻糸結晶は、離れた場所にいる黄金の後継者たちによる歌術支援の効果を、最大限に増幅する役割を果たす。
機体の意味は『新生せし未知なる晩』。
ヴィルトクリーガー・ベヘルター Wildkrieger Behalter
ギネスが駆る絶対奏甲。通称「アルゴス」。15年前の英雄大戦末期に戦時投入されたゼーレンヴァンデルングのプロトタイプ機ともカスタム機とも言われ、圧倒的な火力と装甲強度を誇る。主武装は打撃兵器の「バルバロイ・コルーネ」の他、多数の火器群を装備する。
機体の意味は『蛮族の貯蔵庫』。
ナハト・フェアロープテ Nacht Verlobte
イズルハが駆る絶対奏甲。歌姫のサポートなしで運用できるよう改良されており、歌術運用を完全に排除した結果、敵の歌術や奇声蟲の奇声攻撃の影響を受けにくくなっている。15年前に開発されたナハトリッタァとローザリッタァの流れを汲む奏甲。
機体の意味は『夜の婚約者』。
Ara・ドライツェン Ara Dreizehn
シュヴァルベ級の最新鋭の絶対奏甲。
機体の意味は『13の祭壇座』。

#### TRPG『幻奏戦記Ru/Li/Lu/Ra』に登場した絶対奏甲
ケーニッヒ・ブリッツ König Blitz
とある王家に伝わる華燭奏甲で、ミリアルデ・ブリッツと同型の奏甲。エジプト出身の英雄ココが搭乗している。
機体の意味は『稲妻の王』。
シャルラッハロート・クーゲル Scharlachrot Kugel
シャルラッハロートⅢの肩に対空火器専用のハードポイントを追加した奏甲。対空能力は高いが、砲台的な性格が強く、機体は鈍重になっている。
機体の意味は『緋色の珠』。
リーゼ・オフィツィーア Riese Offizier
リーゼ・ミルヒヴァイスを改良し、腕を4本にした奏甲。リーゼ級特有の重装甲とハードポイントの多さで、英雄大戦末期まで活躍した。白兵戦に特化しており、射撃能力にはやや難がある。
機体の意味は『巨人の指揮官』。
フォイアロート・シャルフシュッツェ Feuerrot Scharfschutze
フォイアロートを改良した奏甲。壊れたフォイアロートを改修して再生されることが多く、物資の運搬や破損した奏甲の回収に利用される。また、砲撃戦仕様に改造されるものもある。
機体の意味は『炎色の狙撃手』。
ヘルテンツァー・ロルベーア Hell Tänzer Lorbeer
ヴァッサァマインが秘密裏に開発した、改良型のヘルテンツァー。ステルス能力を保有しており、情報収集や潜入工作を主な任務とする。
機体の意味は『月桂樹の明るい踊り手』。
キルシュブリューテ Kirsche Blüte
200年前の『歌姫大戦』で少数生産された、女性英雄専用の奏甲。機体の各部に歌術が施されており、防御力などを向上している。現存が確認されているのは、200年前の女性英雄「アニエス・アロワ」が搭乗し、現在は英雄ユウナが搭乗する機体のみである。ただしこの機体は双子用に更なるカスタマイズを施されたものであり、オリジナルのキルシュブリューテとは言い難い。
機体の意味は『桜花』。
ヴィルベルニクセ Wirbel Nixe
黄金の工房が開発した初の本格的な水陸両用奏甲。背中に離脱式の水中用ジェットがある。防水チューンを施しただけの従来機とは異なり、中～深深度に潜れるというメリットはあるものの、整備性やコストパフォーマンスに劣っていたため、本格的な量産はされず、水陸戦用奏甲の地位はブラオヴァッサァに取ってかわられた。
機体の意味は『人魚の渦』。
タンツェン・ヴァイセ Tänzen Weiße
英雄大戦中期にファゴッツで開発された歌姫いらずの奏甲。プルプァ・ケーファを発展させたもので、開発には現世騎士団と赤銅の歌姫の関与が取り沙汰されている。歌姫の代わりに歌を歌う「パロット・システム」を搭載しているが、このシステムのせいで機体が高価になってしまったため、量産されることはなかった。
機体の意味は『白き踊り』。

#### TRPG『幻奏戦記Ru/Li/Lu/Ra ノイシュタルト』に登場した絶対奏甲
ハイリガー・ゾンヌ Heiliger Zonne
ハイリガー・トリニテートの運用思想を受け継いだ奏甲。幻糸炉を二基装備しており、片方が破壊されても行動が可能。白兵武器として装備されている巨大な尾が特徴的な複座機。
機体の意味は『聖なる太陽』
シュツルムケーファ Sturm Käfer
大戦後期に開発された奏甲。グレネードアーマーと呼ばれる、至る所に手榴弾が装備された追加装甲を装備している。少数での敵陣突入、一斉点火で攻撃を行うというコンセプトの奏甲だが、被弾でグレネードが誘爆することもあり、特攻機と陰口もたたかれた。
機体の意味は『嵐の甲虫』
リーゼ・ガイスト Riese Geist
終戦後に開発された、リーゼ級弩級奏甲の最新型。白兵戦に重点が置かれている。
機体の意味は『巨人の魂』

### 星芒奏甲
クロイツ・エーアスト Kreuz Erste
クロイツシリーズ1番機。潜在歌術能力（主に攻撃歌術）が高い、喇叭座の星芒奏甲。ポザネオ評議会が所有しており、評議会側の英雄ヒメジ・ユキノに貸し出された。後に、シュピルドーゼ王都・シュピルディムに攻め込んだ現世騎士団の部隊の中に、この機体が含まれていたことが確認されている。
クロイツ・ツヴァイト Kreuz Zweite
クロイツシリーズ2番機。火力に優れる飾灯座の星芒奏甲。現世騎士団のコーダ・ビャクライが保有していた。騎士団内で行なわれた大会に優勝したアマクサ・ゲンムに与えられた。
クロイツ・ドリット Kreuz Dritte
クロイツシリーズ3番機。防御力に秀でた、凱旋門座の星芒奏甲。ポザネオ評議会が所有しており、ヴァッサァマイン包囲戦で評議会側の英雄ロコフ・グラーティカに貸し出された。
クロイツ・フィーアト Kreuz Vierte
クロイツシリーズ4番機。潜在歌術能力（主に一般・支援歌術）に優れる、葡萄酒座の星芒奏甲。ドラッヘン・トーアの竜の洞窟に保管されていた。パイロットはアマノ・カズキ。
クロイツ・フュンフト Kreuz fünfte
クロイツシリーズ5番機。回避力に優れた、舞姫座の星芒奏甲。ユヴェール湖に沈んでいた奏甲で、英雄ヨウキ・オトミが湖から引き上げた。
クロイツ・ゼクスト Kreuz Sechste
クロイツシリーズ6番機。破壊力に優れる顎座の星芒奏甲。ヴァッサァマインが隠し持っていた奏甲で、白銀の歌姫の英雄であるカブラギ・ツムギが搭乗した。ヴァッサァマインを包囲した評議会軍をたった1機で壊滅に追い込んだ。この際、響の駆るブリッツ・ノイエもこの奏甲と交戦し、大破させられている。ポザネオ最終決戦でひびきのミリアルデ・ブリッツと交戦し、撃破された。
クロイツ・ズィーベント Kreuz Siebent
クロイツシリーズ7番機。飛行能力を持つ、振り子座の星芒奏甲。どこかの地方領主が隠匿していた。パイロットは不明。
クロイツ・アハト Kreuz Achte
クロイツシリーズ8番機。隠密能力を有する、影姿座の星芒奏甲。碧玉遺跡に安置されていた。パイロットはイズミ・カイラ。
クロイツ・ノイント Kreuz Neunte
クロイツシリーズ9番機。速度に優れる伊達者座の星芒奏甲。ハルフェア温泉の底に沈んでいたと言われる。パイロットはゲルヘルト・ナインクロウ。
クロイツ・ツェーント Kreuz Zehnte
クロイツシリーズ10番機。遠距離攻撃能力に秀でた、墓場座の星芒奏甲。リーズ・パスに安置されており、太古の大型奏甲に守られていた。パイロットはアオイ・リュウザキ。
クロイツ・エルフト Kreuz Elfte
クロイツシリーズ11番機。最高の幻糸炉転換率を誇る、大伽藍座の星芒奏甲。「歌う洞窟」で、奏甲の守護者である「究極の歌姫」から英雄イオリ・シバタに託された。
クロイツ・ツヴェルフ Kreuz Zwölfte
クロイツシリーズ12番機。突撃仕様の暴君座の星芒奏甲。『神の門』ゲッター・トーアに安置されていた。パイロットはレイ・ミブチ。
クロイツ・ウンエントリヒ Kreuz Unendlich
究極の13番目のクロイツシリーズ。存在自体が疑問視されており、あくまで存在が噂されているだけの星芒奏甲。一説には御空ひびきに与えられる予定であったクロイツシリーズと言われている。

### 奇声蟲
女王種
奇声蟲たちの女王。巨大な奇声蟲だが、その鈍重そうな外見に見合わず、俊敏な動きを見せる。また外殻を覆う装甲の強度も相当なもの。
貴族種
指揮系統を司る奇声蟲。歌姫の織歌を妨害するノイズを放つ。なんら知能を持たない衛兵種に対し、若干の知性と感情を備えているとされる。平均体長は約10m。大きいものであれば30m以上のものもいる。100体程度の衛兵種を従え、貴族種を倒すことにより衛兵種が混乱状態に陥ることから、貴族種が何らかの方法で衛兵種を指揮していると推測されている。
大型種
大型の奇声蟲。リーゼ級弩級奏甲でやっと渡り合えるほどの強さを誇る。極めて稀な存在で、単独で行動していることが多い。
衛兵種
低知能の奇声蟲。上位種族の命令に従って行動する。最もありふれ、最も戦闘能力が低い蟲である。平均的な体長は約6m。少なくとも10匹、多い場合は数百数千で行動する。1対1での対峙であれば絶対奏甲の相手ではないが、生身の人間では1体倒すだけでも苦労する。羽根の生えた、飛行する衛兵種も存在する。
新種
200年前には存在しなかった奇声蟲。主に歌姫を狙う。衛兵種とも貴族種とも異なる外見を持つ。行動パターンは様々で、非常に攻撃的な新種もいれば、ただ空中に漂っているだけのものもいる。戦闘能力は貴族種を凌駕する。
海魔種
海に生息する大型の奇声蟲。遭遇するのは極めて稀である。
尖兵種
小型ながらも動きが素早いため、侮れない戦闘力を持つ奇声蟲。姿が小さいため、どこにでも（例えば街の中にでも）潜むことができるため、その分恐ろしい敵と言える。

## 各種作品

### Ru/Li/Lu/Ra～歌姫は紡ぐ、救いの歌を
本作はゲームぎゃざ（現・GAME JAPAN）で2002年1月号から2003年3月号まで隔月で連載された読者参加企画。『Ru/Li/Lu/Ra～歌姫は紡ぐ、救いの歌を』とはゲームぎゃざ連載時の本作のタイトルである。これ以降のRu/Li/Lu/Raシリーズは、全て本作をベースとしている。
参加者は現世世界（地球）から異世界アーカイアに召喚された一人の『機奏英雄（コンダクター）』として『絶対奏甲（アブソリュート・フォノ・クラスタ）』と呼ばれるロボットに搭乗し、自身の半身たる『歌姫（メイデン）』と共に『英雄戦争』と呼ばれる戦いに身を投じる。
本作には主人公が用意され大まかな話の流れを作ってはいるが、あくまで参加者が主役であり、本作の主人公である『御空ひびき』や『音羽響』の動向が注目されることはほとんど無かった。
システムははがきを投函してゲームに参加するプレイバイメール形式となっている。参加者は新規参加時は自身の機奏英雄や歌姫の設定（歌姫は無しにすることもできる）を、継続参加者は前回の結果を反映させたものをはがきに記入して投函する。はがきを投函した翌月に自身の戦果・ミッションの結果などが返ってくるシステムとなっている。返信はがきに記される結果は自身の戦果の他、奏甲や情報の入手、英雄（プレイヤー）や歌姫のレベルアップや死亡など多彩であった。また、ごく一部のプレイヤーは『星芒奏甲（クロイツ・シリーズ）』と呼ばれる強力無比な奏甲を入手することができた。また、キャラクター作成時に所属する勢力も設定でき、所属勢力によって使用できる奏甲やアイテム、最終目標も変わってくるなどの特徴もあった。
本作は「美少女（歌姫）」「巨大ロボット（絶対奏甲）」「カスタマイズ（自分の機体のカスタム化）」という3要素を核として人気を博し、総参加者数が1万人以上になるという大規模なコンテンツとなった。また参加者が作成したキャラクターの大半が日本人キャラクターであったと言われている。

### Ru/Li/Lu/Ra Online
本作は、2003年9月18日にホビージャパンによって配信されたオンラインゲーム。プログラム開発は新進及びサイバーステップが行なっており、コンテンツの課金決済はスターオンラインが行なっている。
本作の特徴は、原作のシステムをほぼ変えること無くオンラインゲームとして再現させたことにある。また、プレイヤーが自分でミッションを選択したり、パーティを組んで戦えたりするなど、独自のシステムも導入された。しかし、サービス開始からバグやエラーメールの配信などが多々あり、その度にサービスが一時休止されるなどのトラブルが相次いだ。また、サービス開始からしばらくは奏甲『マリーエングランツ』が異常なまでのステータスを誇り倒せない、アイテム『マシンガン』『サブマシンガン』の攻撃力が異常なまでに高い上、全体攻撃なので、相手にしたプレイヤーやパーティがなす術も無く倒されたりなど、仕様による著しいパワーバランスの崩壊も見られた。サービス中期～末期では、NPC専用奏甲である『クロイツ・ゼクスト』が購入・搭乗できるなどのバグも見つかった。
なお、本作はラジオドラマ「英雄様いらっしゃ～い」、ラジオ番組「王立温泉ルリルラ」ともリンクしており、ラジオで登場したキャラクターや関連するアイテムがゲームに登場することもあった。また、サービス末期には「幻奏戦記Ru/Li/Lu/Raイラストレーションズ」に登場したオリジナル歌姫たちも、自分の半身として選択できた。
システムは原作同様、プレイバイメール形式となっている。自身の行動をブラウザ上で設定し、次の日に登録したメールアドレスに結果が返ってくる仕様になっている。また、携帯電話に結果のメールを送信することもでき、次の日の行動を設定することもできた。
Ru/Li/Lu/Ra Onlineは当初は短期間でサービスを終了する予定だったが、ユーザーの増加によりサービスを延長。2005年3月12日にサービスを終了した。

### 幻奏戦記Ru/Li/Lu/Ra（漫画版）
本作は、月刊ホビージャパン2004年2月号から2007年4月号まで連載された、小笠原智史の漫画作品。『幻奏戦記Ru/Li/Lu/Ra』というタイトルが定着したのは本作からである。『幻奏戦記ルリルラ』というように、「Ru/Li/Lu/Ra」がカタカナで称されることもある。
本作は原作終了時から15年後のアーカイアが舞台となっている。しかし、物語の展開は原作終了時のものとは異なり、原作でノクターンを起こした黄金の歌姫が死亡している（原作では生存）、原作では壊滅した評議会が残っている、原作ではエピローグで完全消滅したはずの幻糸が僅かながら大気中に残っており、一部の旧式絶対奏甲が動作するなどの差異が見受けられる。

### 幻奏戦記Ru/Li/Lu/Ra（TRPG版）
本作は、2004年にホビージャパンより出版されたテーブルトークRPG。異世界アーカイアを舞台として、機奏英雄と歌姫たちが織り成す物語を描く。2006年には第二版にあたる『幻奏戦記Ru/Li/Lu/Ra ノイシュタルト』が発売された。
背景となる世界は原作と同じである。時間の流れも原作と同じであるが、原作の重要人物に接触する、歴史的出来事に介入するなどして本来の歴史の流れとは違う歴史を織り成すことも可能となっている。
ゲームに使用するものは十面体ダイス2つ。判定は2D10によるパーセンテージロール。プレイヤーは『機奏英雄』のほか、『歌姫』としてプレイすることも可能である。歌姫は無しにすることも、NPCとしてGMが動かすことも可能である。なお、二版にあたる『ノイシュタルト』では歌姫に関するルールは大幅に変更され、歌姫のみをPCとして扱うことは追加ルールを採用しない限り、できなくなった。ただし、ロールプレイは原則英雄が行うので、実質的にはPCである。（つまり、プレーヤーはPCと歌姫の一人二役を演じることになる）また、原作やオンラインゲームでは機奏英雄は必ず『絶対奏甲』に搭乗していたが、本作では生身での冒険も可能となっている。絶対奏甲の所持は可能であるが、定期的に維持費（整備費）を支払う必要があり、支払えないと機体の性能が下方修正を受けるなどのデメリットが生じる。
なお、本作はリプレイも行なわれており、リプレイ集として「アーカイアの剣（シュヴェールト）」「牙の海賊団（ゼーロイバー）」が発売されている。2007年3月30日には、ノイシュタルトのリプレイである「激貧!! アーカイア踏み倒し冒険記」が発売された。また、ゲームぎゃざ誌上でもリプレイが行なわれており、現在もGAME JAPAN誌上でリプレイや作品紹介、設定の追加などが行なわれている。

### 幻奏戦記Ru/Li/Lu/Ra（Webノベル版）
本作は、ホビージャパン公式サイトに連載されたWebノベル。原作の主人公・御空ひびきと音羽響の二人にスポットを当てており、アーカイアへの召喚から白銀の歌姫がアーカイアに反旗を翻すまでの英雄戦争の序盤から中盤までの話が綴られている。
原作をベースとしているが、漫画版との折り合わせからか、若干原作とは設定が異なる部分もある。
第1部「風よ奏でて、勇気のひびきを」（全40話）と第2部「望まれしは真実の歌」（現在15話まで）が公開されているが、2006年2月17日を以って連載が一時休止された。

### アーカイアの車窓から
Ru/Li/Lu/Ra公式ページ及びゲームぎゃざ誌上で公開されていたコンテンツのひとつ。
『萌黄の歌姫』ノイエンと『瑠璃の歌姫』クアリッタがアーカイア各地の情報や伝承、特産物や人々の生活などを紹介するコーナー。原作で言及されなかった部分をピックアップしている。

### クアリッタの音楽室
Ru/Li/Lu/Ra公式ページ及びゲームぎゃざ誌上で公開されていたコンテンツのひとつ。
『瑠璃の歌姫』クアリッタがアーカイアの歴史や英雄大戦後のアーカイアの様子、歌姫についてなどの、アーカイアにおける様々な知識を紹介するコーナーとなっている。

### かわいそうなおひめさま
読者参加時代に雑誌「otomex」で行なわれたRu/Li/Lu/Raの企画。「6人の可哀想な歌姫から一人を応援し、その境遇から救い出そう」というのがコーナーの趣旨であった。しかし、その結果はゲームぎゃざ誌上には一切載せられぬまま終了した。
なお、以下の6人が「かわいそうなおひめさま」として登場する。
名も呼ばれぬ歌姫
伝説の竜が棲むといわれる「ドラッヘン・トーア」の断崖に突き立った剣の先で歌い続ける歌姫。彼女がなぜそんな場所で歌っているのか、何のために歌っているのか、それを知る者はいない。
なお、当初は『名も呼ばれぬ歌姫』という名で登場したが、後にゲームぎゃざ誌上で『フォウシャ＝サ』と名付けられている。
リリ・リーア
『現世騎士団』のリーダーであるコーダ・ビャクライの半身たる歌姫。ただし、宿縁によるものではなく、ビャクライの手によって強制的に歌姫にされた。生まれつき目が見えないが、歌姫としての能力は極めて高い。
セリアメンテ
代々続く名家の生まれ。英雄との出会いを夢見ていたが、彼女には半身たる英雄が現れなかった。結果、彼女は英雄をアーカイアから放逐するために立ち上がった。
なお、彼女は読参時代にプレイヤーが選択できた勢力の一つである『アーカイア自由民』のリーダーとして名前だけは知られていた。イラストが公開されたのは、otomexが初めてである。
ティディー
「自分のほかに命を賭けるものなどない」を信条とした歌姫。そのため、英雄不信であったが、一人の英雄が彼女を変えていった。そして、彼女もまた彼の半身でありたいと願い、彼の夢を助けることを誓った。だが、その英雄は志半ばで逝ってしまった。彼女は彼の夢を果たすため、歌姫としての自分を捨てた……。
アルカ
アーカイアにおける『最大の禁忌』を犯してしまった歌姫。罰として彼女は『歌』を奪われた。歌を歌えない歌姫――それは、アーカイアにおいては滑稽で、死よりも過酷な罰であった。
ターニャ
彼女にとって、『自分の半身』とは英雄ではなく、双子の姉ルーニャであった。幼少に親を亡くした彼女が唯一心を開くのはルーニャだけであり、『歌』の楽しさを教えてくれたのも姉であった。しかし、その姉は奇声蟲の襲撃で命を落としてしまった。だから彼女は話すことをやめた。もう、話す相手はいないからだから彼女は歌うことをやめた。もう、共に歌ってくれる人はいないから。彼女が持つ人形は、時折歌を奏でる。それは姉ルーニャの魂が宿ったためであろうか……。

### 英雄様いらっしゃ〜い
2002年10月11日から2003年3月28日にかけて、文化放送とBSQRより毎週金曜日21:00～21:30（BSQRは2002年10月17日より放送、毎週木曜日22:00～22:30）に放送されたラジオ番組「ホビー派でいこう！」の中で放送された短編のラジオドラマ。シリアスな展開になりがちな「Ru/Li/Lu/Ra」の物語の中で、ひたすらギャグに走った作品となっている。
- ラジオドラマ声優一覧
  - タンジェント・パスカル … 倉田雅世
  - コサイン・パスカル … 田中理恵
  - サイン・パスカル … 豊口めぐみ
  - ウイグル郷田 … 矢尾一樹
  - ジョニー乱堂 … 岩田光央
  - マイケル星野 … 千葉進歩
  - エイミー如月 … 浅川悠
  - 歌姫ちゃん（コトナ・エクスピィ） … 広橋涼
  - 黄金の歌姫（ナレーター） … 冬馬由美

| 文化放送 金曜21:00枠   | 文化放送 金曜21:00枠 | 文化放送 金曜21:00枠 |
| 前番組                 | 番組名               | 次番組               |
| ---------------------- | -------------------- | -------------------- |
| 財津和夫の人生ゲーム21 | ホビー派でいこう！   | 集英学園乙女研究部   |

### 王立温泉ルリルラ
2003年4月5日から2004年3月にかけて、文化放送で毎週金曜日26:00～26:30、BSQRは2003年4月11日より放送、毎週木曜日22:00～22:30に放送されたラジオ番組。パーソナリティは榎本温子・かかずゆみ・折笠富美子。本放送内では、ラジオドラマとして「ルリルラ戦場シリーズ」が放送された。このラジオドラマは、前放送にあたる「英雄様いらっしゃ～い」のギャグ路線とは異なり、シリアス展開のものとなっている。また、2004年1月21日には、本番組から「王立温泉ルリルラCD！」というボーカル曲集も発売された。
なお、ラジオドラマは「アリシア編」「クローディア編」「リベラル編」の3本が放送されたが、現在ドラマCD化されているのは「アリシア編」のみである。
- ラジオドラマ声優一覧
  - アリシア … かかずゆみ
  - ユウジ … 森久保祥太郎
  - シン … 吉田裕秋
  - キム … 栗山浩一
  - ディック … 中田和宏
  - ブルーノ … 花輪英司
  - ルシール … 冬馬由美
  - ステラ … 広橋涼
  - リディア … 新井里美
  - クローディア … 榎本温子
  - リベラル … 折笠富美子
  - 司令官 … 利田優子
  - アナウンス … 寺田はるひ

## 関連製品一覧

### 雑誌
- 月刊ゲームぎゃざ（月刊GAME JAPAN）
- 月刊ホビージャパン
- otomex

### コミックス
- 幻奏戦記ルリルラ 1
- 幻奏戦記ルリルラ 2
- 幻奏戦記ルリルラ 3

### TRPGルールブック
- ロールプレイングゲーム 幻奏戦記Ru/Li/Lu/Ra
- ロールプレイングゲーム 幻奏戦記Ru/Li/Lu/Ra II
- ロールプレイングゲーム 幻奏戦記Ru/Li/Lu/Ra ノイシュタルト

### TRPGリプレイ
- ロールプレイングゲーム 幻奏戦記Ru/Li/Lu/Ra リプレイ集(1)「アーカイアの剣（シュヴェールト）」
- ロールプレイングゲーム 幻奏戦記Ru/Li/Lu/Ra リプレイ集(2)「牙の海賊団（ゼーロイバー）」
- ロールプレイングゲーム 幻奏戦記Ru/Li/Lu/Raノイシュタルト リプレイ集「激貧!! アーカイア踏み倒し冒険記」

### イラスト集
- 幻奏戦記Ru/Li/Lu/Raイラストレーションズ

### 設定資料集
- 幻奏戦記ルリルラ 設定資料集

### ドラマCD
- Ru/Li/Lu/Ra番外編 英雄様いらっしゃ～い
- Ru/Li/Lu/Ra～戦場シリーズ1～アリシア編
- 歌姫たちのプレリュード（コミック2巻特装版の付録）

### 音楽CD
- 王立温泉ルリルラCD！

### グッズ
- 幻奏戦記ルリルラ ラミカード
- 幻奏戦記ルリルラ クリアファイル
- 幻奏戦記ルリルラ マウスパッド